# Edgard Van Oudenhove
Edgard Marie Henri Frans Van Oudenhove (Denderhoutem, 2 november 1894 - Erembodegem, 16 oktober 1960) was een Belgisch senator en burgemeester.

## Levensloop
Van Oudenhove was beroepshalve notaris.
Hij werd gemeenteraadslid en werd benoemd tot burgemeester van Denderhoutem (1926-1953). In 1942 werd hij samen met zijn schepenen aan de kant gezet en vervangen door leden van het VNV. Na de Bevrijding, 7 september 1944, nam hij onmiddellijk het ambt weer op.
Hij werd in 1932 verkozen tot provincieraadslid voor Oost-Vlaanderen en was voorzitter van de provincieraad van 1938 tot 1946.
In 1936 werd hij voorzitter van de katholieke partij voor het arrondissement Aalst.
Van 1946 tot 1949 en van 1950 tot aan zijn dood was hij CVP-senator voor het arrondissement Aalst-Oudenaarde. Hij zette zich voornamelijk in voor de landelijke bevolking en de landbouw. Hij werd gesteund door de Belgische Boerenbond.